# 謝璉 (宣德進士)
謝璉（1398年—1453年），字重器，福建漳州府龍溪縣人，明朝政治人物。

## 生平
永樂十五年（1417年）丁酉科福建鄉試舉人，宣德二年（1427年）丁未科一甲第三名進士（探花）。授翰林院編修，正統初年參與《宣宗實錄》、《明會典》、《明聖鑒》等書的編撰，十年（1445年）升翰林院侍講，進經筵講官。後來調任南京戶部右侍郎，多有建樹，翌年兼掌南京兵部事務。戶部郎中陳秀被人誣陷，謝璉疏救得免。景泰四年（1453年）卒於任。

## 著作
著有《奏箋》百卷及《玉堂藏集》。